# Fevillea pergamentacea
Fevillea pergamentacea là một loài thực vật có hoa trong họ Cucurbitaceae. Loài này được Célestin Alfred Cogniaux đặt tên khoa học lần đầu tiên là Feuillea pergamentacea, nhưng Otto Kuntze lại cung cấp mô tả khoa học đầu tiên năm 1898 dưới danh pháp Nhandiroba pergamentacea, với dẫn chiếu tới  Feuillea pergamentacea của Cogniaux. Năm 1916, Cogniaux mô tả nó như là Fevillea pergamentacea trong Das Pflanzenreich: regni vegetablilis conspectus của Adolf Engler.

## Phân bố
Loài bản địa Bolivia, Colombia, Ecuador, Peru.